# Comisia Militară Română din Siberia
Comisia Militară Română din Siberia (sau Misiunea Militară Română din Extremul Orient) a reprezentat o comisie mandatată de către Guvernul României în ianuarie 1920, pentru a urgenta repatrierea din Siberia a prizonierilor de război de origine română din fosta Armată Austro-Ungară, printr-o rută cu punctul de pornire în portul Vladivostok și punctele de sosire în porturile Constanța, Triest, Genova și Ragusa. 
Ca membri ai comisiei au fost desemnați: căpitanul doctor Victor Cădere – ca însărcinat guvernamental cu depline puteri și grad de maior asimilat și sublocotenentul medic Raul Alevra. Porniți din Paris pe 31 ianuarie 1920, aceștia s-au oprit după traversarea Oceanului Atlantic la Washington și apoi după traversarea Oceanului Pacific la Tokio, atât cu scopul de a se pune la curent cu privire la situația politică și militară din Siberia și cu modificările survenite în planul repatrierii stabilit de către Consiliul Suprem Aliat, cât și cu scopul de li se facilita luările de contact pe cale ierarhică, cu reprezentanții din Siberia ai Puterilor Aliate.
Cei 2 ofițeri și-au început activitatea pe plan local în prima jumătate a lunii aprilie 1920 – legați fiind de aceea a Misiunii Militare Franceze din Siberia. Comisia a preluat întreaga răspundere a contingentului de voluntari români înrolați în Legiunii de Vânători Ardeleni și Bucovineni, precum și pe cea a celorlalți prizonieri supuși români. Demersurile celor 2 ofițeri precum și munca de organizare dusă de aceștia s-au concretizat mai întâi prin repatrierea cu succes și fără pierderi, a efectivului de voluntari din Siberia. Acesta a plecat din portul Vladivostok cu primele 2 transporturi, pe 25 și respectiv pe 1 iunie 1920. 
În completare, activitatea comisiei a avut în vedere plecarea restului de prizonieri, conversia în devize a materialelor de război comandate de Regatul României – care fuseseră blocate la Vladivostok din cauza izbucnirii Revoluției Ruse, precum și acordatarea de asistență materială unor deportați ori coloniști basarabeni din Extremul Orient. 
După încheierea activitatății Misiunii Militare Franceză din Siberia la sfârșitul lunii august 1920, cei 2 ofițeri au mai rămas încă un timp pe lângă consulul francez, spre a lichida ultimele chestiuni.

## Context
În luna martie 1919 se mai aflau în arealul siberian – incluzându-i și pe cei înrolați în Legiunea de Vânători Ardeleni și Bucovineni, între 10.000 – până la 15.000 de prizonieri de origine română. Această cifră varia în funcție de estimarea conducătorului Misiunii Militare Franceze în Siberia a Consiliului Suprem Aliat – generalul Maurice Janin sau de cea a Comitetului Național Român din Siberia – coroborată cu alte informații. Însărcinat ca efect al negocierilor duse în timpul Conferinței de Pace de la Paris cu organizarea, coordonarea și finalizarea repatrierii tuturor „legiunilor” naționale și prizonierilor de război din în Siberia a fost Consiliul Suprem Aliat – care a asigurat tonajul maritim necesar. Tot ce a privit transportul și întreținerea a căzut însă direct în sarcina guvernelor naționale.
România a preluat în 1919 sarcina repatrierii prizonierilor care luptaseră în armatele Puterilor Centrale –  internați în lagărele din Rusia și proveniți din cadrul militarilor originari din noile provincii intrate în structura statului: Transilvania, Bucovina, Basarabia, Maramureș și Banat. În acest scop, Guvernul României s-a angajat să suporte cheltuielile de transport ale prizonierilor și să facă demersurile necesare pentru urgentarea repatrierii acestora, cea a voluntarilor înrolați în Legiunea Română fiind de drept în sarcina Aliaților. Mandatată de către guvern cu scopul menționat a fost o comisie militară.

## Constituirea Comisiei
Înființarea acestei comisii a fost hotârâtă de către Guvernul Vaida Voevod în ședința de guvern din 31 decembrie 1919, prin Decizia nr. 3.154, fiind decisă și redirijarea a 100.000 dolari colectați de comandorul Pantazi în calitate de comisar al guvernului român în Statele Unite ale Americii, pentru acoperirea cheltuielilor de repatriere. Ca membri ai comisiei au fost desemnați: căpitanul doctor Victor Cădere – ca însărcinat guvernamental cu depline puteri și grad de maior asimilat, alături de sublocotenentul medic Raul Alevra. La momentul respectiv, cei doi se aflau la Paris, Cădere în aparatul  de lucru al premierului Alexandru Vaida Voevod și Alevra în calitate de curier. Alevra a fost pus în contact cu Cădere la date de 20 ianuarie 1920, moment considerat ca fiind cel al constituirii Comisiei.
Mandatul acestora – anume acela de a urgenta repatrierea prizonierilor ardeleni aflați în Siberia, a fost comunicat numai lui Cădere, ceea ce a dus la o cooperare defectuoasă în ceea ce privește scopul propus.
Pe parcursul lunii ianuarie 1920, diplomații români au depus diligențe pe lângă guvernele Franței și Japoniei pentru a obține din partea reprezentanților acestora din Siberia, sprijin pentru Comisia română. Diplomația a urmărit îndeosebi ca cei 2 ofițeri să fie acreditați pe lângă generalul Janin și să fie agreați de către comandamentul japonez de la Vladivostok.

## Drumul spre Extremul Orient
Ținând cont de faptul că repatrierea nu urma să fie făcută direct prin respectiva Comisie, aceasta urmând numai să facă apel la mijloacele de transport ce Aliații urmau să le pună la dispoziție în respectivul scop, aflat la Paris – Vaida Voevod a urgentat plecarea ofițerilor responsabili, astfel încât aceștia să poată fi la Vladivostok înainte de începerea transporturilor.
Cei 2 au plecat din Paris pentru a traversa Oceanul Atlantic pe 31 ianuarie 1920. În perioada 16-21 februarie au participat la Departamentul de Stat din Washington, la ședințe informative pentru a fi puși la curent cu situația generală din Siberia și cu modificările survenite în planul stabilit de către Consiliul Suprem Aliat, al repatrierii. În aceeași perioadă, au solicitat de la comandorul Pantazi suma destinată de guvern pentru decontarea cheltuielilor repatrierii, primind însă de la acesta numai un sfert din totalul stabilit. Pe 28 februarie s-au îmbarcat din San Francisco cu destinația Japonia, pentru a debarca la Yokohama pe 16 martie, de unde s-au deplasat la Tokyo. Aici au fost primiți în audiență la Ministerul de Război și Marele Stat Major japonez, unde au fi informați concret despre contextul politic și militar din zonă. De asemenea, cei doi au avut în capitala Japoniei întrevederi cu colonelul Filippi, șeful Comisiei Militare Italiene din Siberia și cu atașatul naval englez – amiralul Lay. În luările sale de cuvânt, conducătorul Comisiei – Victor Cădere, a solicitat intervenția oficialităților japoneze și engleze pe lângă reprezentanții acestora din zonă, spre a i se facilita misiunea. Este de menționat că la momentul tranzitării Japoniei de către cei doi, doctorii Nicolae Nedelcu și Simion Gocan – membri ai conducerii Comitetului Național Român din Siberia – desemnați inițial de către Vaida Voevod ca prima „misiune oficială română în Siberia”, părăsiseră deja Rusia cu ultimul vas al contingentului italian.
Raul Alevra la ordinul lui Cădere, s-a îmbarcat pe vaporul „Hozan Maru” din portul Tsuruga în data de 27 martie 1920, ajungând la Vladivostok la începutul lunii aprilie. Aici s-a prezentat comandantul bazei militare – generalul Lavergné și a început misiunea de informare în ceea ce privește situația reală a trupelor și prizonierilor români și în ceea ce privește măsurile luate pentru concentrarea și aprovizionarea acestora, pe plan local. După ce Cădere l-a informat pe comandantul Forței Aliate din Siberia – generalul francez Janin despre venirea sa, pe 10 aprilie a plecat din Tokyo. Acesta a ajuns la Harbin la jumătatea aceleiași luni, pentru a-l întâlni pe general și a-i comunica acestuia calitatea sa de „delegat al guvernului român întru tot ce privește chestiunea repatrierii voluntarilor și prizonierilor români”.

## Activitate
Activitatea Comisiei s-a derulat în legătură cu cea de-a doua rută de repatriere a prizonierilor români (prima fusese din Rusia Europeană prin Marea Baltică și Marea Neagră). Această rută a avut punctul de pornire în portul Vladivostok, situat pe malul Oceanului Pacific și s-a sfârșit fie în portul Constanța, fie în porturile italiene Triest, Genova și Ragusa.

### Repatrierea Legiunii de Vânători Ardeleni și Bucovineni

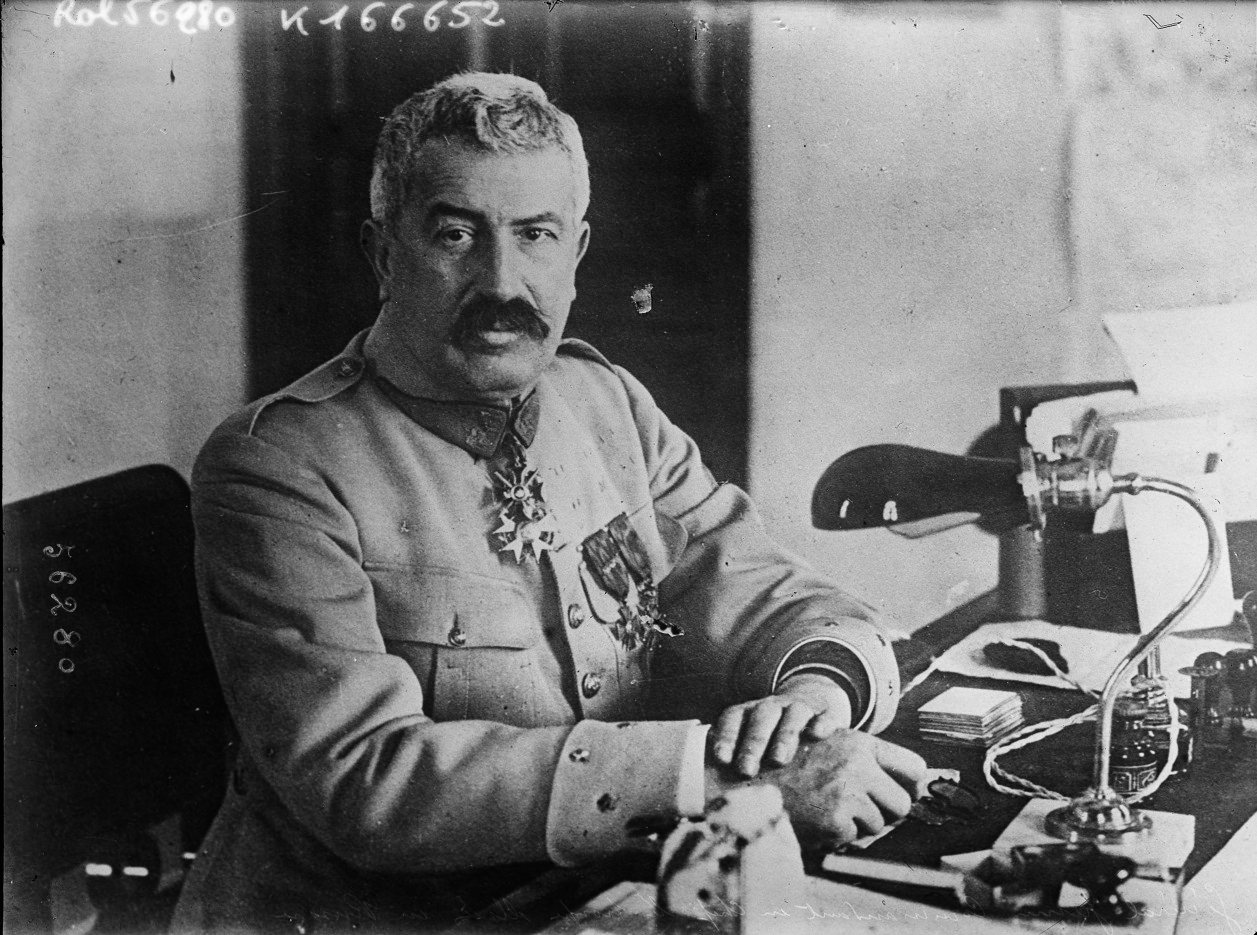
Generalul francez Maurice Janin

Cădere pe data de 16 aprilie 1920, a preluat de la colonelul ceh Eduard Kadlec prin hotărârea generalului Janin, comanda Legiunii de Vânători Ardeleni și Bucovineni. Preluând întreaga răspundere a contingentului de voluntari români precum și a celorlalți prizonieri supuși români, a obținut de la Janin aprobarea înființării unei baze române la Vladivostok, precum și promisiunea formală a acestuia de urgentare a repatrierii. Subiectul repatrierii prizonierilor supuși români neînrolați voluntar în Legiune a fost lăsat pentru o analiză ulterioară. Din mers, în același interval de timp cu sosirea Legiunii aflate în retragere de-a lungul Transsiberianului spre Vladivostok, la Harbin, Cădere a început organizarea unui Stat Major propriu care să-l ajute în acțiunile de colectare, concentrare și educare patriotică a prizonierilor, în cele de urgentare a transportului pe calea ferată și apoi de pregătire a îmbarcării acestora, în cele de asigurare a hranei, echipamentului și măsurilor sanitare pentru întregului contingent român, precum și în cele de înființare a unei baze române la Vladivostok și de asigurare a ordinii și disciplinei în interiorul acesteia. De asemenea, a trecut serviciile sanitar, de intendență și cultural ale Legiunii în subordine directă. Acestor măsuri, fostul comandant al bazei militare de la Vladivostok – generalul Lavergné, care la 20 aprilie 1920 fusese numit la comandă în locul lui Janin, nu li s-a opus.
Sosiți în localitatea Harbin în aceeași perioadă, soldații Legiunii au fost întâmpinați „în numele guvernului român” de către maiorul Cădere. Pe drumul de la Harbin spre Vladivostok parcurs până la 18 mai 1920, comandantul Misiunii le-a acordat în continuare sprijin administrativ, pentru a fi dejucate manevrele coordonate de câtre cehii care urmăreau întârzierea eșaloanelor românești, astfel încât locurile de evacuare din mai și iunie să fie ocupate de către aceștia în detrimentul soldaților români.
Între timp, Alevra obținuse pentru repatriere un fost cargou care ar fi urmat să meargă pe o ruta Vladivostok – Halifax (Canada) – Triest, dar ca urmare a intervenției lui Cădere, contingentul român a primit pe 14 mai o ofertă mai bună reprezentată de 2 vase de pasageri, cu un traseu prin Canalul Suez. Deoarece numărul locurilor de evacuare a fost mai mare decât numărul soldaților Legiunii, Cădere a manevrat astfel încât restul de locuri să fie ocupat printr-o complicitate tacită cu decidenții francezi, de prizonieri români adunați din lagărele din Primorie sau aflați dislocați în zonă și destinați îmbarcării în calitate de „trupă română”. Evacuarea voluntarilor cu destinația Constanța s-a făcut pe 25 mai cu primul transport și pe 1 iunie cu al doilea. Un al treilea și ultim transport, a fost obținut de Comisie și a plecat pe 25 august, în marea majoritate cu prizonieri români aflați în baza de la Valdivostok și doar cu câțiva voluntari ai Legiunii – ieșiți din spital.

### Repatrierea altor prizonieri
Restul de prizonieri rămași pe teritoriul siberian, oficial ar fi urmat să cadă exclusiv în sarcina oficialităților române. După ce la 28 august 1920 Misiunea Militară Franceză din Siberia și-a încheiat activitatea, cei 2 ofițeri au mai rămas încă un timp pe lângă consulul francez, spre a lichida ultimele chestiuni. Cu această ocazie  a luat sfârșit și activitatea Comisiei Militare Române de repatriere a Legiunii (aceasta fiind repatriată în integralitatea ei și fără pierderi umane).
Alți prizonierii ardeleni și bucovineni din Siberia (până la un total de 4.746 persoane incluzându-i și pe cei înrolați voluntar în Legiune), au fost repatriați între anii 1920-1922 prin portul Vladivostok prin intermediul Misiunii Militare Române din Siberia. Înafară de navele maritime care au fost închiriate de către Consiliul Suprem Aliat, aceștia au mai fost repatriați pe vase puse la dispoziție de către Crucea Roșie germană (transporturile IV și V) și Crucea Roșie Internațională (transporturile VI A și VI B).

### Alte activități
Misiunea a contribuit și la salvarea unei cantități importante dintre materialele de război depozitate la Vladivostok – comandate de România în Franța, Anglia și SUA și care nu ajunseseră la destinație din cauza izbucnirii Revoluției. Materialele în cauză împreună cu o parte din materialul Legiunii au fost vândute, banii obținuți cu această ocazie fiind aduși de către voluntari în țară. De asemenea, a acordat asistență materială unor deportați din Basarabia sau unor coloniști basarabeni din Extremul Orient.